# Phyllonorycter symphoricarpaeella
Phyllonorycter symphoricarpaeella là một loài bướm đêm thuộc họ Gracillariidae. Loài này có ở Hoa Kỳ (bao gồm Kentucky, Ohio, Texas, California và Maine).
Sải cánh dài 5.5–6 mm.
Ấu trùng ăn Symphoricarpos species, bao gồm Symphoricarpos orbiculatus, Symphoricarpos symphoricarpos và Symphoricarpos vulgaris. Chúng ăn lá nơi chúng làm tổ.